# 교원질병
교원질병(膠原質病, Collagen disease)은 결합조직의 이상 상태로, 몸의 어떤 기관에도 침범할 수 있으나 주로 피부에 발병한다.